# Giorgia Latini
Giorgia Latini (Fabriano, 18 aprile 1980) è una politica italiana.

## Biografia
Nata a Fabriano, vive ad Ascoli Piceno. Laureata in giurisprudenza, svolge la professione di avvocato.

### Attività politica
Nel 2014 viene eletta consigliera comunale ad Ascoli Piceno e viene nominata assessore alla Cultura della giunta di centrodestra presieduta da Guido Castelli, incarico che deterrà fino al 2019.
Alle elezioni politiche del 2018 è eletta deputata da capolista della Lega nel collegio plurinominale Marche - 01. È vicepresidente dal 2018 della VII Commissione cultura, scienza e istruzione.
Il 15 ottobre 2020 viene nominata assessore a cultura, istruzione e sport della regione Marche nella giunta di centrodestra presieduta da Francesco Acquaroli. Per questo il 10 novembre 2020 si è dimessa dalla carica di deputata lasciando il posto a Mauro Lucentini.
Alle elezioni politiche del 2022 viene rieletta alla Camera nel collegio uninominale Marche - 02 (Macerata) con il 49,05%, superando Fulvio Esposito del centrosinistra (23,25%) e Mirella Emiliozzi del Movimento 5 Stelle (12,47%).

## Vita privata
Sposata, ha due figli.